# Magwayregionen
Magwayregionen är en region i Myanmar. Den ligger i den centrala delen av landet, 170 km nordväst om huvudstaden Naypyidaw. Antalet invånare är 4 885 832. Arean är 44 821 kvadratkilometer. Magwayregionen gränsar till Sagaingregionen.
Terrängen i Magwayregionen är kuperad österut, men västerut är den bergig.
Magwayregionen delas in i:
- Thayet District
- Pakokku District
- Minbu District
- Magway District
- Gangaw District
- Minhla
- Kamma
- Sinbaungwe
- Ngape
- Myothit
- Yenangyaung
- Seikphyu
- Myaing
- Tilin
- Mindon
- Thayet
- Taungdwingyi
- Minbu
- Natmauk
- Salin
- Pakokku
- Magway
- Pauk
- Yesagyo
- Aunglan
- Pwintbyu
- Chauk
- Saw
- Sidoktaya
- Gangaw

Följande samhällen finns i Magwayregionen:
- Pakokku
- Yenangyaung
- Thayetmyo
- Magway
- Chauk
- Taungdwingyi
- Myaydo
- Minbu